# Cobanus mandibularis
Cobanus mandibularis là một loài nhện trong họ Salticidae.
Loài này thuộc chi Cobanus. Cobanus mandibularis được Elizabeth Maria Gifford Peckham & George William Peckham miêu tả năm 1896.